# Aplatamus dispar
Aplatamus dispar là một loài bọ cánh cứng trong họ Silvanidae. Loài này được Sharp miêu tả khoa học năm 1889.